# Zagra (Spanyolország)
Zagra egy község Spanyolországban, Granada tartományban. Zagra Algarinejo és Loja községekkel határos. Lakosainak száma 890 fő (2024).

## Népesség
A település népessége az elmúlt években az alábbi módon változott:
| Lakosok száma | 1131 | 1094 | 1054 | 968  | 959  | 898  | 882  | 834  | 914  | 890  |
|               | 2001 | 2004 | 2006 | 2009 | 2011 | 2014 | 2016 | 2019 | 2021 | 2024 |